# Jens Bielke
Jens Bielke (også Bjelke) (født 2. februar 1580 på Austrått, død 7. november 1659 på Sande) var kansler i Norge fra 1614 til 1648, da han overlod stillingen til Hannibal Sehested.
Han var søn af Åge Bielke og Margrethe Thott. I en alder af 20 år blev han for sine studiers skyld sendt udenlands, hvor han studerede i Rostock, Leipzig, Leiden og andre steder. Han studerede blandt andet medicin, og skrev et «Compendium 4 monarchiarum» og «Compendia gratulatioria». Ved sin tilbagekomst fik han 20. februar 1605 ansættelse i Danske Kancelli og blev der som sekretær til 20. januar 1609. I denne tid blev han overdraget aktoratet i sagen mod Jørgen Dybvad 1607. Han fortsatte sin beskæftigelse med digteriske arbejder og skrev en «Relation om Grønland» på rim i anledning ekspeditioner for at genopdage landet.
Da han forlod kancelliet for at bosætte sig i Norge, ledsagede han først Christian Friis til Borreby til rådsmødet i Horsens, som skulle holdes i slutningen af januar 1609, hovedsagelig for at forhandle om hvad man skulle gøre for at imødegå svenskenes stadige forsøg på at trænge ind i Nordland og Finnmark. Fra Horsens medbragte han et brev til befalingsmændene over de nordligste norske len. Ved hjemkomsten overtog han Austrått efter faren, som var død i 1603.
I 1610 giftede han sig med Sophie Brockenhuus (død 1656). Med hende fik han sædegårdene Elingård og Sande i Smålenene, Hovinsholm på Hedemarken og Kanestrøm på Nordmøre, samt odelsret til Evje i Smålenene. Han var da en af Norges rigeste adelsmænd. Senere købte han sædegårdene Storfosna og Tøndel i nærheden af Austrått, Holden på Nordmøre, Hatteberg og Mel (nu Rosendal) i Sunnhordland, Skredshol på Hedemarken, Tøyen ved Christiania, Kjølberg, Veden og Herrebrøden i Smålenene. Han var ved sin død Norges største godsejer. 1611 modtog han sin første forlening, Rein kloster ved Trondheim.
Da Kalmarkrigen brød ud 1611, fik Bjelke sammen med befalingsmanden over Trondhjems len, Steen Bille, overledelsen over krigsforanstaltningene i det nordenfjeldske Norge. Om sommeren rykkede han med en norsk bondehær ind i Jämtland for at forsvare landskabet mod et ventet svensk angreb. Da han mødte uvilje hos befolkningen, og da bondeskaren viste sig aldeles ukampdygtig, måtte han bringe dem hjem til Trøndelag, mens Jämtland måtte overlades til svenskene, som gjorde store ødelæggelser. Efter dette udfald var Bjelkes stilling langt fra god, men ved et personligt besøg i København og brevveksling med Christian Friis, lykkedes det ham at rense sig for alt ansvar og undgå anklage. 
8. december 1614 blev han Norges kansler og fik Onsøy len i Smålenene og Nonneseter klostergods i Oslo. I denne stilling var han den øverste chef for rigets retsvæsen og blev jævnlig anvendt som medlem af undersøgende og dømmende kommisioner. 1623–24 undersøgte han sammen med Jens Juel skovenes tilstand i Norge og udførte et lignende hverv i 1631, sammen med statholderen. Fra april til august 1632 rejste han i Norge for at pådømme sager mellem almuen og fogederne.
I juni 1633 blev han forlenet med Bergenhus Len, som han ombyttede med Stavanger Len 1. maj 1641. Ved fratrædelsen af dette i 1646 modtog han Mariekirkens provsti. Under krigen 1643-45 var han krigskommissarius.